# SOMUA S35
S 35 (фр. Char 1935 S, також S-35 і Somua S35) — французький середній танк 1930-х років. Був розроблений фірмою Somua в 1934 — 1935 роках як основний танк для бронетанкових частин кавалерії, через що в літературі деколи класифікується, як «кавалерійський» або «крейсерський» танк. Перші передсерійні S 35 були випущені в 1936 р., а його масове серійне виробництво почалося з 1938 р. та тривало аж до поразки Франції в червні 1940 року. Всього було випущено 427 танків цього типу.
На момент початку Другої світової війни, S 35 був одним з найбільш сучасних та боєздатних танків французької армії та активно використовувався нею під час німецького вторгнення 1940 року. Після поразки Франції та підписання перемир'я, 297 танків S 35 були захоплені Німеччиною. В вермахті S 35 використовувалися аж до 1944 р., переважно на другорядних театрах військових дій і в ролі навчально-тренувальних машин. Крім того, незначна кількість S 35 було поставлено союзникам Німеччини. Деяка кількість танків цього типу застосовувалося також військами уряду Віші в Північній Африці, а пізніше — військами «Вільної Франції», в тому числі в 1944 — 1945 роках. Уцілілі до кінця війни S 35 були зняті з озброєння в перші повоєнні роки.

## Історія створення
Незабаром після закінчення Першої світової війни почалася поступова механізація французької кавалерії, однак цей процес просувався вельми повільно. Основною причиною було недостатнє фінансування, яке скорочувалася аж до другої половини 1930-х років. Лише до 1930 р. було остаточно визначено напрям механізації та почалося створення «Легких кавалерійських дивізій» (фр. division légères de cavalerie), на зміну яким згодом мали прийти «Легкі механізовані дивізії» (фр. division légères mécaniques). Створення нових типів дивізій вимагало розробки нової, відповідної їх завданням військової техніки, в тому числі — і бронетехніки. В 1920-х роках різні фірми опрацювали низку проектів з використанням колісних, гусеничних та напівгусеничних шасі, але жоден з них успіху не мав. В 1931 році керівництвом французьких збройних сил було вирішено створити танкові сили, незалежні від піхоти (до цього танки розцінювалися виключно як засіб її підтримки). Тоді ж для даних підрозділів були визначені три необхідні типи бронетехніки: «бронемашина розвідки» (фр. Automitrailleuse de Reconnaissance, AMR), що призначалася для ближньої розвідки, «бронемашина виявлення» (фр. Automitralleuse de Découverte, AMD) для далекої розвідки, і «бойова бронемашина» (фр. Automitrailleuse de Combat, AMC) призначена безпосередньо для ведення бою. оскільки в той час, формально, танки могла використовувати лише піхота, ті що розроблялися для кавалерії броньовані машини (в тому числі танки) носили умовне позначення Automitrailleuse, що в україномовній літературі перекладається, як «бронемашина» або «бронеавтомобіль». Лише з 1935 року воно було замінено на «кавалерійський танк» (фр. Char de Cavalerie).
Первісне технічне завдання на AMC (майбутній S 35), видане кавалерією в січні 1932 р., передбачало створення машини, що мала масу 7,5 тонн, озброєна 47-мм гарматою і 7,5-мм кулеметом, розвиваюча максимальну швидкість за 30 км/год. Екіпаж мав складатися з трьох або чотирьох (в разі наявності кормового водія) осіб. В 1934 р. ці тактико-технічні вимоги (ТТВ) були змінені — тепер поставленим перед кавалерією задачам відповідав вже 13-тонний танк, з товщиною вертикального бронювання 40 мм, середньою швидкістю руху 30 км/год і запасом ходу 200 км. Ця зміна застало зненацька фірму «Рено», ще в 1933 р. створила AMC 35, прототип танка по специфікації AMC — зміненим ТТВ танк вже не задовольняв, насамперед по товщині бронювання. Тому його виробництво обмежилося приблизно 100 одиницями. У пошуках виходу із ситуації кавалерійське керівництво звернулося до фірми Société d 'outillage mécanique et d'usinage d'artillerie (SOMUA), дочірньому підприємству компанії Schneider, контракт з якою був укладений в жовтні 1934 року. 14 квітня 1935 р. було завершено перший прототип танка, який отримав позначення AMC SOMUA Type AC 3. В основу конструкції нової машини лягли піхотні танки D1 і D2, а також елементи конструкції чехословацького LT vz.35, насамперед підвіска та коробка передач. Випробування прототипу, з баластним вантажем замість, на той момент, не виготовленої башти, тривали з 4 липня по 2 серпня 1935 і, в цілому, пройшли успішно, однак у висновку про їх підсумки відзначалася необхідність доопрацювання моторно-трансмісійної групи. разом з тим, результати цілком задовольнили військових-кавалеристів, які видали перше замовлення на виробництво танків ще до закінчення додаткових випробувань. 4 серпня прототип був повернутий на завод для доопрацювання та усунення виявлених недоліків. З 15 жовтня по 17 грудня пройшов другий етап випробувань, який виявив необхідність нових доопрацювань. Додаткові випробування та доопрацювання прототипу тривали до березня 1936 р., і лише в 1938 р. танк був остаточно «доведений» та прийнятий на озброєння під офіційним позначенням Char 1935 S.

## Серійне виробництво
Перше замовлення на 50 одиниць S 35 було видане SOMUA влітку 1935 р., ще до завершення випробувань першого прототипу. За винятком перших чотирьох машин, серійні танки відрізнялися від прототипу збільшеним діаметром погона башти, що забезпечувало більшу стійкість до потраплянням снарядів та давало необхідний внутрішній простір для радиста, коли він діяв в ролі заряджаючого. Виробництво цієї серії було завершено до 26 березня 1936 р., але військова експлуатація виявила численні проблеми з надійністю танків, для усунення яких було потрібно вносити зміни в конструкцію. Першочерговим доопрацюванням піддалися система охолодження двигуна, трансмісія й ходова частина.
Плани закупівлі озброєнь на 1936 передбачали закупівлю ще 600 нових танків, що дозволило б укомплектувати три легких механізованих дивізії. Однак через високу ціну танка S 35 замовлення довелося скоротити вдвічі — до 300 одиниць. До 1 вересня 1939 року було випущено 270 танків, але з початком Другої світової війни пішли нові термінові замовлення, і темпи виробництва різко прискорилися. З метою замінити H35 в легких механізованих дивізіях, було видане додаткове замовлення на 100 танків, яке до кінця року збільшилося до 324 машин, включаючи 50 танків з довоєнного замовлення. Також планувалося з 451-го серійного танка перейти на виробництво поліпшеної модифікації, що отримала позначення S 40, але цієї цифри так і не вдалося досягти, навіть незважаючи на те, що з січня 1940 р. випуск танків вівся з випередженням графіка в середньому на третину. Чим гірше ставало положення французьких військ на фронті, тим більш широкий спектр заходів приймався для забезпечення збільшення випуску танків. Була навіть послана комісія в США з пропозицією про розміщення замовлення на 2000 S 40 на американських підприємствах, однак відчутних результатів переговори не дали. Всього до часу капітуляції Франції 22 червня 1940 було випущено 427 серійних S 35. Є також дані про виробництво деякої кількості S 35 вже для німців, швидше за все, із залишків на заводах комплектуючих.

## S 40
S 40 мав стати подальшим розвитком конструкції S 35, частина недоліків якого була б усунута на новому танку. У першу чергу, S 40 припускав принципово іншу технологію виробництва та збирання броньового корпусу та башти — замість скріплення литих деталей болтами вводилася зварювання корпусу та башти переважно з вальцованих бронеплит, що було нововведенням для французького танкобудування. Крім цього, на танк повинен був встановлюватися новий дизельний двигун з робочим об'ємом 13 700 см ³ і потужністю 219 к. с. при 2000 об./хв. Ходова частина також зазнавала ряд змін — зокрема, лінивець для підвищення прохідності виносився вперед і вище порівняно з S 35. Також додавався ще один опорний коток, який працював лише при подоланні танком перешкод. проблема функціональної перевантаженості екіпажу танка залишалася невирішеною. Спочатку планувалося, що S 40 замінить S 35 на складальних лініях в 1941 році. З початком війни та прискоренням темпів виробництва, було вирішено перейти на S 40 вже з 451-й серійної машини, однак і цього зробити не вдалося, оскільки до моменту капітуляції Франції були зібрані лише 427 танків S 35.

## Опис конструкції
Танк S 35 мав класичну компоновку, з розташуванням моторно-трансмісійного відділення в кормовій, а відділення управління та бойового відділення  — у лобовій частині корпусу. Екіпаж танка складався з трьох осіб: механіка-водія та радиста, розміщувалися у відділенні управління, і знаходився в одномісній башті — командира танка, що виконував також функції стрільця. Радист також міг виконувати функції заряджаючого, переходячи зі свого робочого місця в бойове відділення.

### Броньовий корпус та башта

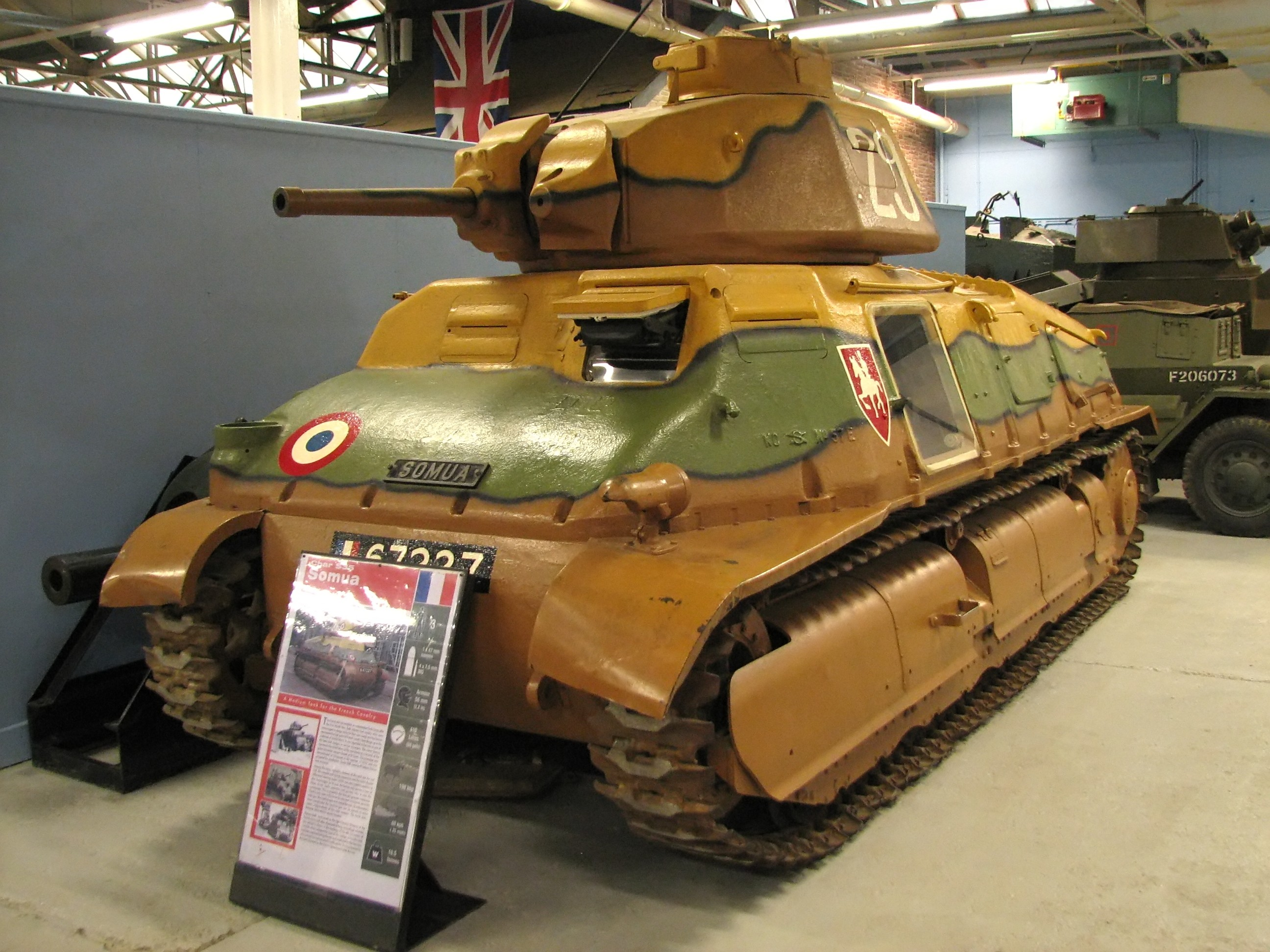
Вид на лобову частина S 35 з відкритими люками

S 35 мав диференційований протиснарядний броньовий захист. Корпус танка виконувався методом лиття з гомогенної броньової сталі та складався з чотирьох частин: «ванни» корпусу (до рівня надгусеничних полиць), зібраної з двох що з'єднуються по поздовжній осі частин, і двох верхніх частин  — кормової, що закриває моторно-трансмісійне відділення, і лобової, що закриває відділення управління та бойове. З'єднання частин здійснювалося за допомогою болтів. Товщина бронювання «ванни» корпусу становила 36 мм в округленій лобовій частині (мала кут нахилу не більше 30 ° до вертикалі), 25 мм в бортах (додатково прикритих 10-мм екранами над ходовою частиною), а в кормі — 25 мм під нахилом в 30 ° в нижній частині, і 35 мм у вертикальній верхній частині. Лоб верхньої половини корпусу мав товщину 36 мм і складався з округленої нижньої частини (в основному мала кути нахилу 45 ° і більше), і розташованої під кутом 22 ° похилої верхньої частини. Борти верхньої половини мали товщину в 35 мм (при куті нахилу 22 °), а корма — 25 мм (при нахилі в 30 °). Товщина днища корпусу становила 20 мм, даху корпусу — від 12 до 20 мм (при куті нахилу в 82 ° над моторним відділенням). Вимірювання трофейного S 35, що проводилися в СРСР на полігоні в Кубинці, давали великі результати: 45 мм для лобової частини і 40 — 45 мм для бортів.
На перших чотирьох серійних S 35 встановлювалася башта моделі APX 1, раніше випробувана на танках B1 і D2. На всі такі машини встановлювалася башта моделі APX 1 CE (фр. Chemin Elargi), що відрізнялася збільшеним діаметром баштового погона. Як і корпус, башта виконувалася суцільнолитою. Товщина лобу башти становила 56 мм у вертикальній частині, бортів та корми — 46 мм (при нахилі в 21 ° до вертикалі). Литі маски гармати та кулемета мали товщину до 56 мм. Товщина даху башти становила 30 мм (при нахилі від 72 до 90 °). Орієнтовний поворот башти здійснювався за допомогою електроприводу. Точне ж наведення в горизонтальній площині здійснювалося вручну за допомогою гвинтового механізму. Для зручності роботи, командир танка мав обертове сидіння, закріплене на підлозі бойового відділення.
Посадка та висадка екіпажу здійснювалися через люк в лівому борту корпусу та додатковий люк в кормовій частині башти. Також в підлозі бойового відділення був люк для екстреної евакуації. Доступ до агрегатів двигуна та трансмісії міг здійснюватися через люки в даху моторно-трансмісійного відділення, а також бортах та кормі корпусу. Для повного технічного обслуговування або заміни цих агрегатів вимагалося повне зняття всієї кормової верхньої частини корпусу. Вентиляція моторно-трансмісійного відділення здійснювалася через решітки в його даху. Танки першої серії мали також броньовані решітки в бортах кормової частини корпусу, ліквідовані на наступних машинах для підвищення снарядостійкості.

### Озброєння
Основним озброєнням S 35 була 47-мм напівавтоматична нарізна гармата SA 35 U 34. Гармата мала довжину ствола в 32 калібри (1504 мм), що дозволяло його бронебійним снарядам досягати початкової швидкості 671 м/с. За французьким даними, на дистанції в 400 метрів бронебійний снаряд пробивав броню завтовшки до 35 мм, німецькі ж випробування захоплених гармат показували вищі результати. Допоміжне озброєння танка становив 7,5-мм кулемет mle.1931. Гармата та кулемет розміщувалися в лобовій частині башти справа та ліворуч відповідно, в незалежних установках на загальній осі гойдання. Вертикальне наведення гармати здійснювалася в межах від-18 ° до +20 ° за допомогою гвинтового механізму, а горизонтальне — поворотом башти, що забезпечувала круговий обстріл. Установка кулемета дозволяла виробляти його незалежну наводку в межах ± 10 °. хоча вертикальна наводка гармати та кулемета могла здійснюватися окремо, для стрільби з гармати вони повинні були з'єднуватися разом за допомогою системи тяг, оскільки обидва види озброєння мали лише один засіб наведення. Таким був телескопічний приціл зі збільшенням 4 ×, встановлений над кулеметом. Ще один додатковий кулемет для протиповітряної оборони міг розміщуватися на турелі на даху башти над кормовим люком. Боєкомплект гармати становив 118 унітарних пострілів з бронебійними та осколковими снарядами, боєкомплект кулемета — 2200 патронів (в 15 дискових магазинах по 170 штук). Ряд джерел також вказує на боєкомплект в 108 унітарних пострілів і 3000 патронів до кулемету (в 20 магазинах по 150 штук). Розміщувався боєкомплект на стелажній укладці по правому борту бойового відділення.
| Боєприпаси 47-мм гармати SA 35 U 34                                     |                            |                   |                  |            |                       |
| Тип снаряда                                                             | Марка                      | Маса пострілу, кг | Маса снаряда, кг | Маса ВР, г | Дулова швидкість, м/с |
| бронебійний гостроголовий суцільний із захисним наконечником, трасуючий | Boulet de rupture mle.1935 |                   | 1,50             | —          | 671                   |
| бронебійний гостроголовий трасуючий                                     | Pzgr.176 (f)               |                   | 1,62             | н/д        | 660                   |
| сталева осколкова граната                                               | Obus explosif Mle.1932     |                   | 1,42             | 142        | 590                   |

| Таблиця бронепробивності для SA 35 U 34 |     |     |      |      |
| Снаряд \\ Відстань, м | 100 | 500 | 1000 | 1500 |
| Boulet de rupture mle.1935 (кут зустрічі 30 °) |     | 40  |      |      |
| Pzgr.176 (f) (кут зустрічі 30 °) | 39  | 33  | 26   | 20   |
| Дані за німецькою методикою вимірювання бронепробивності. Слід мати на увазі, що в різний час і в різних країнах використовувалися різні методики визначення бронепробивності. Як наслідок, пряме порівняння з аналогічними даними інших гармат часто виявляється неможливим або некоректним. |     |     |      |      |

### Засоби спостереження та зв'язку
Механік-водій для спостереження за місцевістю в небойових умовах використовував оглядовий лючок у лобовій частині корпусу. У бойовій обстановці для цієї мети йому служили три оглядові щілини в кришці оглядового лючка і з боків від нього, що давали обмежений огляд лобового сектора та частковий — бортового. Радист мав лише одну оглядову щілину в лобовій частині корпусу. Всі оглядові щілини були забезпечені захисним склом з внутрішньої сторони, однак броньових заслінок не мали. Більш розвиненими засобами спостереження розташовував командир танка. Крім прицілів гармати та кулемета, він мав два оглядових лючка в бортах башти, з оглядовими щілинами в кришках. Крім того, на даху башти була командирська башточка яка оберталася з броньовою заслінкою що закривається, бінокулярним перископічним оглядовим приладом, що забезпечували поле зору в 18 ° при збільшенні в 4 ×. Також у розпорядженні командира було два «Епіскопи» — бінокулярних оглядових віконця з захисними стеклами з внутрішньої сторони, які закривалися броньовими заслінками, проте вести спостереження стоячи в люку, як на переважній більшості танків інших країн, командир не міг.
Хоча початковий проект передбачав оснащення всіх S 35 радіостанціями для зовнішнього зв'язку з включенням до їх екіпажу окремого радиста, призначена для лінійних танків радіостанція ER 28 до капітуляції Франції в 1940 році так і не була запущена у виробництво. Радіостанціями стандартно оснащувалися лише командирські машини: танки командирів взводів — ER 29, командирів ескадронів — одночасноER 29 і ER 26 ter, а танки полкових та вищестоящих командирів — ER 27. ER 29 могла працювати як в телефонному, так і в телеграфному режимі, забезпечувалася ларингофоном та забезпечувала зв'язок на відстані до 5 км на ходу. ER 26 ter мала значно більшу потужність та могла забезпечувати зв'язок на відстані до 30 км на ходу і до 60 км з місця. Для лінійних ж танків єдиним способом зв'язку залишалася прапорцева сигналізація. Будь-яких засобів внутрішнього зв'язку на танках не було.

### Двигун та трансмісія
На S 35 встановлювався V-подібний 8-циліндровий карбюраторний двигун рідинного охолодження моделі 190CV V8, що мав робочий об'єм в 12 666 см ³ і розвивав максимальну потужність в 190 к. с. при 2000 об./хв. Двигун розташовувався в моторному відділенні уздовж поздовжньої осі танка, а два протектованих паливних бака (основний, ємністю 310 л, і резервний, ємністю 100 л) розташовувалися праворуч від нього. Також на правому борту танка могли встановлюватися до чотирьох зовнішніх паливних баків. Радіатор розміщувався над трансмісією праворуч, тоді як його вентилятор розташовувався напроти нього.
Трансмісія S 35 включала в себе:
- Дводисковий головний фрикціон сухого тертя,
- напівкарданний вал, що з'єднував головний фрикціон та коробку передач,
- п'ятишвидкісна механічна коробка передач,
- Планетарний механізм повороту за типом подвійного диференціала, конструктивно об'єднаний в блок з коробкою передач,
- Два бортових фрикціони сухого тертя,
- Дві бортові передачі,
- Барабанні бортові гальма.

Управління танком здійснювалося, замість традиційних важелів, за допомогою рульового колеса, з'єднаного тросами з бортовими фрікціонами. для управління гальмами танка у водія був гідравлічний сервопривід.

### Ходова частина
Ходова частина S 35 стосовно одного борту складалася з дев'яти одиночних необгумованих опорних котків малого діаметра, лінивця, ведучого колеса, двох підтримуючих роликів і двох напрямних полозів, які підтримували верхню гілку гусениці. З дев'яти опорних котків, вісім були зблоковані по чотири в два візки. Кожні два котка об'єднувалися на кінцях балансирів, які, у свою чергу, кріпилися шарнірно на інших балансирах, зблокованих на шарнірах попарно за схемою «Ножиці» з горизонтальною листовою ресорою. Кормовий коток мав індивідуальну підвіску на окремому важелі, з підресорюванням похилою циліндричною пружиною. На передньому візку підвіски також був масляний амортизатор. Гусениці S 35 — сталеві, дрібноланкові, цівкового зачеплення, шириною 360 мм. Гусениці не мали гребенів, в ролі напрямної на них служив жолоб в центрі трака, за яким проходили реборди опорних котків. На танках першої серії кожна гусениця складалася з 144 траків з кроком 75 мм, на пізніх — з 103 з кроком 105 мм.

### Спеціальне обладнання
Нововведенням для свого часу була установка в моторному відділенні S 35 автоматичної системи пожежогасіння. Система складалася з трьох вогнегасників, що містили по літру бромометану, який при виявленні пожежі розпилювався в районах найбільш ймовірного його виникнення.

## Машини на базі S 35
SAu 40 — самохідна артилерійська установка (САУ) на базі S 35. Була розроблена фірмою SOMUA в 1935–1937 роках на замовлення кавалерії і, поряд з базовим танком, призначалася для оснащення легких механізованих дивізій та підтримки їх танків. САУ мала нову верхню лобову частину броньового корпусу, з встановленою в ній 75-мм гарматою mle.1929 з обмеженими кутами наведення. Також у лобовій частині встановлювалася одномісна башточка з 7,5-мм кулеметом.
Перший прототип SAu 40 (на шасі S 40) був зібраний 1937 року, але гармата для нього була готова лише до 1939 р.. Замовлення на серійне виробництво SAu 40 було видане у жовтні 1939, проте число випущених САУ невідомо. Достовірно встановлено, що прототип, а за деякими даними, ще до чотирьох примірників SAu 40, було відправлено на фронт у червні 1940 та використовувалися в бойових діях.
Інші проєкти САУ на шасі S 35, створені до 1940 року, так і не дійшли навіть до стадії прототипів. Вже після звільнення Франції, в 1945 р., розроблявся проект протитанкової САУ на шасі S 35, озброєної 76,2-мм гарматою в легкоброньованій відкритій зверху рубці. Метою цього проекту, як і ряду паралельно схожих машин на базі інших танків, було якомога швидше озброїти французьку армію боєздатною бронетехнікою власного виробництва, використовуючи шасі безнадійно застарілих довоєнних танків, однак і цей проект залишився лише на папері.
В вермахті, на відміну від більшості трофейної французької бронетехніки, S 35 для створення САУ не використовувався. Основною що пішла в серію його переробкою стала навчальна машина для підготовки механіків-водіїв, отримала позначення Fahrschulwagen mit Somua 35 S (f). Конверсія базового танка полягала в демонтажі верхньої лобової секції корпусу та встановлення поручневої огорожі відділення управління. Є дані про 60 переобладнаних таким чином S 35, однак ця цифра може включати і машини, що використовувалися в ролі тягачів. Крім цього, в каталогах бронетехніки вермахту трапляються згадки про тягачі та підвозчики боєприпасів на базі S 35.

## Перебував на озброєнні
- Франція
- Третій Рейх — 297 танків[5]
- Королівство Італія — не менше 32 танків[38][39]
- Болгарія — 6 або 7 танків[36]
- Угорське королівство — 2 танки[40]
- Югославія — як мінімум один танк[38]

## Організаційно-штатна структура
У військах S 35 надходили на озброєння легких механізованих дивізій та становили їх основну бронетанкову силу. За штатним розкладом легкої механізованої дивізії станом на 1939 рік, S 35 нарівні з H35 утворювали в її складі «бойову бригаду», що складалася з двох танкових полків, кожний з яких, у свою чергу, включав в себе два ескадрони, озброєних S 35, і ще два — з танками H35. Кожний ескадрон мав чотири взводи по п'ять танків. Таким чином, всього в дивізії налічувалося 80 S 35.

## Бойове застосування

### Французька армія
Перші 50 серійних S 35 були передані кавалерії в 1936 р. для проходження військових випробувань, після цього нові танки почали надходити у війська лише з 1938 року. S 35 надходили на озброєння 1-й, 2-й і 3-й легких механізованих дивізій. На 1 вересня 1939 року, армією було прийнято 246 танків, з яких 191 був розподілений у частинах 8 ескадронів, 51 перебував у резерві, а ще 4 перебували в тривалому ремонті. Як найбільш сучасний та досконалий французький танк, S 35 на експорт не поставлявся. 100 танків намагалася закупити Польща, проте їм довелося задовольнятися легкими піхотними R 35.

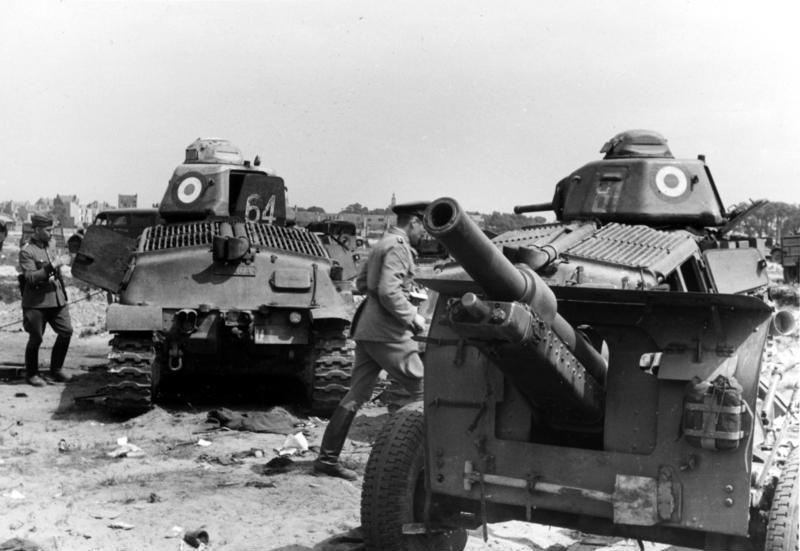
Німецькі солдати оглядають захоплені S 35. Травень 1940.

Перед початком Французької кампанії, 1-ша дивізія, яка становила основну ударну силу 7-ї армії і 2-га та 3-тя дивізії у складі Кавалерійського корпусу, були перекинуті в Бельгію, в район річки Дейле. 1-ша дивізія, чиїм завданням була підтримка наступу 7-ї армії, висунулася на заплановані позиції 11 травня, а 12 травня вступила в бій з німецькою 9-ю танковою дивізією. Відступ бельгійських військ змусило дивізію відступити до Антверпену, а 16 травня — до Валансьєну.
Завданням кавалерійського корпусу, до складу якого входили 2-га і 3-тя дивізії, що налічували в своєму складі 74 S 35, було уповільнити наступ супротивника до заняття 1-ю і 9-ю арміями своїх позицій. Корпусу вдалося утримувати наступ п'яти німецьких дивізій, у тому числі 3-ї і 4-ї танкових дивізій, аж до 14 травня, коли, виконавши своє завдання, він відступив на утримування 1-ю армією позиції. Озброєні S 35 2-га і 3-тя дивізії продемонстрували в цих боях свої високі бойові характеристики, завдавши німецьким танковим дивізіям значні втрати та знищивши до 64 танків противника, але і самі втратили близько половини своїх танків. Після цього корпус, виконавши своє завдання, був розформований, а його дивізії — придані піхотним корпусам. Командування останніх, у свою чергу, відповідно до піхотної тактики, роз'єднало механізовані дивізії на малі підрозділи, надавши їх піхотним дивізіям для їх посилення. Помилковість цього рішення незабаром стала очевидна і 2-гу і 3-тю дивізію почали збирати знову, але часу на це вже не залишилося. 17 травня французький фронт виявився повністю прорваний і всі три дивізії почали поступовий відступ до Дюнкерку, де їх особовий склад був евакуйований в Велику Британію, кинувши свої танки та іншу техніку.
На початку червня 1940 р. вони були повернуті до Франції, де 1-ша, 2-га і 3-тя дивізії були сформовані знову. Через брак танків, кількість S 35, як і іншої техніки, в них було значно менше штатної: один танковий полк з 10 S 35 і 10 H39 в 1-й і 2-й дивізіях і два ескадрони S 35 в 3-й. Крім них, два ескадрони S 35 мав 7-й кірасирський полк, а 3-й кірасирський полк у складі 4-ї танкової дивізії мав 39 S 35, проте 4-та танкова дивізія була остаточно сформована лише в травні 1940 року і була недостатньо навчена і не повністю укомплектована. Всі укомплектовані S 35 частини з обмеженими успіхами продовжували бої з німецькими військами аж до капітуляції Франції 25 червня.
Після поразки Франції майже вся її бронетехніка в Європі, за винятком невеликої кількості бронеавтомобілів, перейшла до Німеччини, але в 1941 р. уряду Віші все ж вдалося, під приводом оборони від сил антигітлерівської коаліції, переконати німців виділити французьким силам в Північній Африці ескадрон сучасних танків на додаток до вже наявних там застарілих. 12-та автономна група (фр. Groupement Autonome des Chasseurs d'Afrique) була сформована 1 вересня 1941 року, отримавши 23 S 35, прибулих до Африки 19 липня того ж року. На боці німців група в боях участі не брала, і лише після того, як вішистські сили в Північній Африці стали на бік антигітлерівської коаліції, вона була спрямована на фронт Туніської кампанії. В її ході S 35 довелося мати справу вже зі значно більш сучасними німецькими танками, такими, як PzKpfw IV з довгоствольною 75-мм гарматою, що не мав проблем з ураженням лобової броні французького танка, але, незважаючи на це, під час кампанії були втрачені лише чотири машини.
З висадкою військ антигітлерівської коаліції в Нормандії та початком визволення Франції були знову відтворені французькі бронетанкові війська. Поряд з поставленою Великою Британією та США бронетехнікою, вони укомплектовувалися і відбитими у німців французькими машинами, включаючи S 35. Один S 35, відбитий силами Опору, використовувався під час звільнення Парижа в серпні 1944 року, хоча, не маючи боєприпасів, служив лише для підняття бойового духу. 13-й драгунський полк був відтворений 7 жовтня 1944, і 20 грудня 1944, маючи у своєму складі 17 S 35, був відправлений на фронт у складі Французьких західних сил. У січні — квітні 1945 року полк брав участь у боях в районі Руайана, а після закінчення бойових дій увійшов до складу 3-ї танкової дивізії, що ніс окупаційну службу в Німеччині, перш ніж був остаточно розформовано у квітні 1946 року.

### Німеччина та інші країни

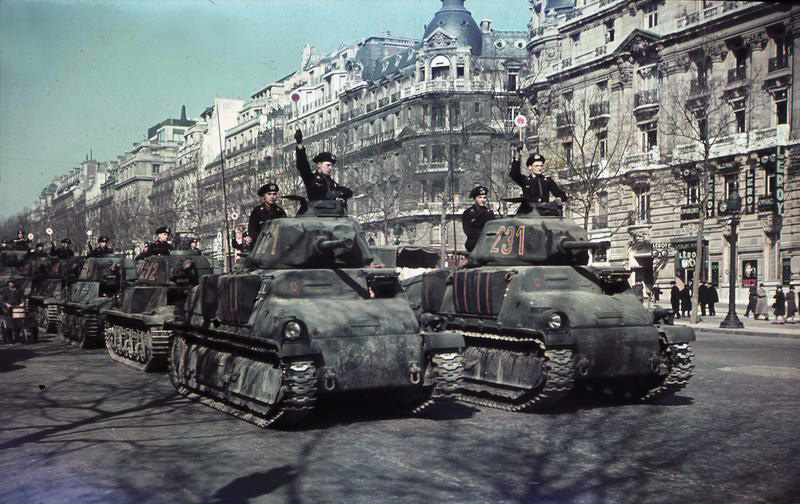
S 35, очолюють взводи H 35 на параді. Париж, 1941

Після капітуляції Франції, Німеччиною було захоплено в цілому 297 одиниць S 35, згодом прийнятих на озброєння Вермахту під позначенням Panzerkampfwagen 35 S 739  (f). Незважаючи на свої недоліки, за своїми бойовими характеристиками S 35 був одним з найкращих танків, що були на той момент у розпорядженні Німеччини.
Як і у випадку з іншими поставленими на озброєння вермахту іноземними танками, S 35 піддалися невеликим переробкам. Зокрема, верхівка командирської башточки більшості танків була зрізана та замінена двостулковим люком, щоб дати командиру кращий огляд. Також на танки часто встановлювалася стандартна для німецьких середніх танків УКХ-радіостанція FuG 5 з передавачем потужністю 5 Вт. На обладнаних радіостанцією танках до складу екіпажу вводився окремий заряджаючий, що розміщувався на постійному місці в башті. Крім цього, частина S 35 була переобладнана в командирські танки, на які встановлювалася додаткова радіостанція, на кормі башти монтувалася рамкова антена, а гармата замінювалося дерев'яним макетом.
Перші підрозділи, укомплектовані S 35, були сформовані наприкінці 1940 — початку 1941 року. Це були 201-й і 202-й танкові полки, кожний з яких складався з двох батальйонів, включали, в свою чергу, по три легкі роти. Крім того, танками S 35 був укомплектований окремий 301-й танковий батальйон, пізніше включений до складу 202-го полку замість його другого батальйону, відправленого в Фінляндію. Крім підрозділів, укомплектованих виключно танками S 35, формувалися також змішані підрозділи зі взводами танків Hotchkiss H35, в яких S 35 виконували функції командирських машин. У тій чи іншій кількості, S 35 перебували на озброєнні 100-го, 203-го і 204-го танкових полків, а також 202-го, 205-го, 206-го, 211-го, 212-го, 213-го, 214-го і 223-го окремих танкових батальйонів.
Як і інша трофейна французька бронетехніка, спочатку S 35 використовувалися лише на другорядних напрямках і в антипартизанських операціях, переважно — на території Югославії. П'ятнадцять S 35 використовувалися в складі бронепоїздів № 26  — № 30, частина з яких застосовувалася на радянсько-німецькому фронті. Після значних втрат, понесених німецькими бронетанковими військами під час операції «Барбаросса», S 35 почали надходити на озброєння фронтових танкових дивізій, виведених в тил до Франції для переоснащення.
Крім того, незначне число знятих з S 35 башт використовувалися в укріпленнях «Атлантичного валу».

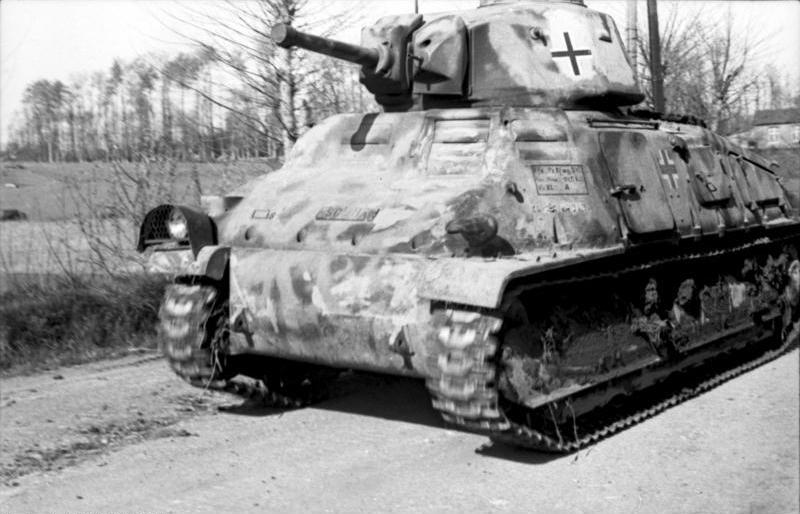
Німецький S 35 в Бельгії, червень 1944

Станом на 1 липня 1943 року, в діючих частинах налічувалося 144 танка S 35, з яких 67 перебували у Франції, 43 — в Югославії, по 16 — в Норвегії та Фінляндії і 2 — у складі групи армій «Центр». З жовтня 1943 року в частинах, які ведуть боротьбу з партизанами на території Югославії, S 35, нарівні з рештою трофейною французькою бронетехнікою, були переважно замінені захопленими італійськими машинами, так що до 1944 р. більшість S 35 виявилася зосереджена на території Франції. Коли в червні 1944 року почалася висадка союзних військ у Нормандії, на її відбиття були кинуті всі наявні сили, в тому числі підрозділи окупаційних сил у Франції та ті що перебували на переформуванні танкові дивізії, укомплектовані S 35. Більшість S 35 було при цьому втрачено, однак окремі танки ще залишалися в строю. Так, на 30 грудня 1944 року в діючих частинах налічувалося 12 машин цього типу, і навіть на 26 березня 1945 року 5 з них все ще залишалися в строю.
За різними даними, від 40 до 70 танків S 35 були передані Німеччиною своїм союзникам. Зокрема, Італія запитувала у Німеччині 50 S 35 для відправки в Північну Африку, проте достовірно відомо про доставку лише 32 танків, причому без запасу запчастин. Батальйон, озброєний цими танками, перекинули в Сицилію, проте у результаті він був розформований, так і не узявши участі в боях. Крім цього, 1943 року 6 або 7 танків були передані Болгарії, проте вже у вересні 1944 року вони були повернуті німцям. Ще два командирських S 35 1942 року були відправлені в Угорщину, по всій видимості, для використання разом з отриманими нею ж від німців H35 і H39. Нарешті, щонайменше один S 35 був захоплений югославськими партизанами та використовувався ними, будучи переозброєний британською 57-мм гарматою QF 6 pounder у збільшеній масці гармати.

## Оцінка машини
Завдяки збалансованому поєднанню порівняно високих для свого часу вогневої потужності, захищеності та рухливості, S 35 оцінювався багатьма істориками як один з найкращих танків в світі до початку Другий світової війни, а також найбільш вдалий французький танк того періоду. Але разом з тим, йому був властивий ряд недоліків, значно знижували його ефективність.

### Конструкція
Найбільш істотним недоліком конструкції S 35 була функціональна перевантаженість командира танка, яка була викликана застосуванням одномісної башти. У тих випадках, коли радист був зайнятий виконанням своїх основних обов'язків, командир був змушений одночасно проводити пошук цілей, оцінювати бойову обстановку, наводити та перезаряджати гармату та координувати дії екіпажу. Це призводило як до зменшення можливостей екіпажу оперативно реагувати на зміни бойової обстановки, так і зниження вогневої потужності танка. Навіть якщо радист брав на себе функції заряджаючого, це лише трохи покращувало ситуацію, оскільки командир міг одночасно займатися лише однією з двох дій — або наводити гармату, або спостерігати за місцевістю через командирську башточку.

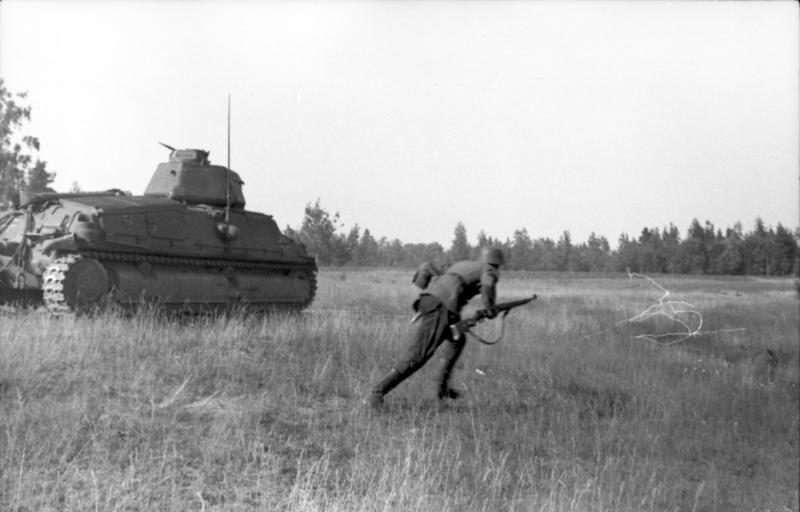
S 35 на радянсько-німецькому фронті, вересень 1941

Додатково ефективність танка знижувалася відсутністю ефективних засобів зв'язку на рівні взводу. Призначені для лінійних танків малопотужні радіостанції ER 28 до 1940 р. так і не були запущені у виробництво. Наявність же радіостанцій на командирських танках виправляло ситуацію лише частково, оскільки єдиним засобом передачі наказів підлеглим машинам залишалася прапорцева сигналізація, зазвичай дуже малоефективна в бойовій обстановці. Навіть встановлені на танках командирів взводів радіостанції ER 29, призначені для зв'язку на рівні батальйону, не зовсім відповідали вимогам маневреного бою, оскільки відрізнялися недостатньою потужністю передавача. Внаслідок, зв'язок міг порушуватися навіть незначними перешкодами, такими, як стіна або лісосмуга.
Конструкція зблокованої підвіски, успадкована S 35 ще від «Віккерса-шеститонного», також мало підходила для настільки швидкісної машини. Іншим недоліком ходової частини S 35 було низьке розміщення лінивця, що істотно знижувало прохідність танка, особливо в плані подолання вертикальних перешкод. У доопрацьованій ходовій частині S 40 ця проблема була переважно вирішена, проте він так і не надійшов у виробництво. Додатково знижував прохідність порівняно високий центр ваги вузького танка, підвищуючи шанси перекидання. При цьому, незважаючи на невисоку питому потужність, S 35 відрізнявся порівняно високою середньою швидкістю руху. Максимальна ж швидкість по шосе доходила до 37 — 40, а за деякими даними — навіть до 45 км/год.
Свої як переваги, так і недоліки, мала і лита конструкція корпусу та башти. Застосування великих суцільнолитих деталей було більш технологічним порівняно із збіркою клепаних корпусів з численних вальцованих бронеплит, однак перед зварними корпусами істотних переваг в цій області вже не мало, що спричинило перехід до зварного корпусу і башти моделей S 40. Менша снарядостійкість литої броньової сталі порівняно з вальцованою частково компенсувалася скороченням ослаблених зон у місцях з'єднання деталей, хоча щілина що проходила через весь корпус між верхньою та нижньою його половинами в S 35, тим не менш, залишалася. Крім цього, цільна верхня кормова частина корпусу повинна була зніматися для технічного обслуговування або заміни агрегатів двигуна та трансмісії, що було складним завданням, особливо в польових умовах. На перших 50 серійних танках для забезпечення доступу до двигуна були потрібно майже добу (23 год 30 хв) і зусилля шести механіків. На наступних серійних танках цей час скоротили до 13 годин, але залишалася необхідність у крані вантажопідйомністю в кілька тонн.

### Оцінка бойового застосування
На відміну від основної маси піхотних танків, розсіяних по численних частинам, S 35 концентрувалися в легких механізованих дивізіях кавалерії, що значно підвищувало їх бойову ефективність. Разом з тим, підготовка багатьох екіпажів, особливо в сформованих вже під час війни підрозділах, була невисокою. Порядку 80% танкових командирів потрапляли в танкові частини з традиційних кавалерійських, отримавши лише мінімальну підготовку. Як писав у своїх мемуарах Шарль де Голль, який командував у той час 4-м кірасирським полком, командири екіпажів до початку бойових дій ще ніколи не стріляли з гармат, а досвід водіння танка у механіків-водіїв не перевищував чотирьох годин. Усе це поглиблювалося проблемами з постачанням, внаслідок яких деякі знову сформовані підрозділи до початку бойових дій не отримували радіостанцій навіть до командирських машин, бронебійних боєприпасів, а часом — навіть спускових механізмів для гармат.
Разом з тим, незважаючи на всі перераховані вище проблеми, S 35 за мірками 1940 р. відрізнявся порівняно високими характеристиками озброєння та броньового захисту. 47-мм гармата SA 35 U 34 була здатна ефективно вражати будь-які типи німецьких танків, товщина броні яких у період Французької кампанії не перевищувала 30 мм. При цьому, в її боєкомплекті був порівняно ефективний осколковий снаряд, вдвічі перевершував по заряду вибухової сполуки радянський 45-мм О-240 та поступався в той час лише снарядам 75-мм або 76-мм гармат.
Що до бронювання S 35, то воно, як і у більшості інших французьких танків, мало товщину вертикальних поверхонь корпусу близько 40 мм і розраховувалося на захист від протитанкових гармат першого покоління, що мали калібр близько 37 мм. У цілому, під час Французької кампанії такий рівень бронювання показав себе цілком достатнім для захисту від основної німецької протитанкової гармати — 37-мм PaK 35/36 на нормальних дистанціях бою.

### Аналоги

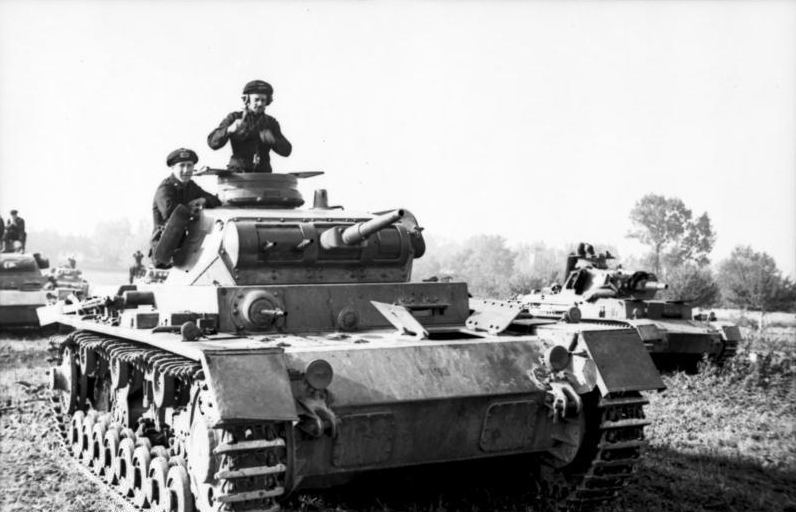
PzKpfw III

Станом на 1936–1939 роки аналогів у S 35 серед сучасних йому танків інших країн фактично не було. Ні в одній країні світу, за винятком Франції, не перебували на озброєнні і в серійному виробництві машин масою близько 20 тонн з потужним озброєнням та протиснарядним бронюванням, призначених для застосування в механізованих частинах та з'єднаннях. Тому з великою часткою умовності аналогами SOMUA S 35 можна вважати крейсерські, кавалерійські або швидкохідні танки, найбільш близькі до нього за своїм призначенням. Сучасниками S 35 в цій категорії є британський Mk.I та радянський БТ-7. Німецький середній танк PzKpfw III на ранніх етапах свого розвитку теж відчув сильний вплив концепції «кавалерійського» танка, хоч і відійшов від неї згодом.
Британський Mk.I по рухливості був в цілому рівноцінний французькому танку, мав лише легке протикулеве бронювання, вразливе навіть для великокаліберних кулеметів та протитанкових рушниць, крім того його гармата взагалі не комплектувалася осколковим снарядом. Перевагами Mk.I над S 35 були дещо більші протитанкові можливості його 40-мм гармати QF 2 pounder, здатність зосередити в лобовому секторі вогонь трьох кулеметів з незалежною наводкою, а також повне розділення функцій екіпажу в тримісній башті. Озброєні Mk.I підрозділи мали більшу гнучкість у своєму бойовому застосуванні за рахунок радіофікації всіх танків.
Радянський колісно-гусеничний БТ-7, як і Mk.I, був значно легше S 35 і мав протикулеве бронювання, будучи приблизно рівноцінний S 35 у вогневій потужності, поділі функцій екіпажу та засобах спостереження та зв'язку. Однак БТ-7 значно перевершував S 35 в рухливості навіть на гусеничному ходу.
PzKpfw III, що став безпосереднім противником S 35 під час Французької кампанії, значно перевершував французький танк в поділі функцій екіпажу та оснащеності засобами спостереження та зв'язку, а також мав кращу рухливість. Разом з тим, німецький танк у той час поступався в потужності озброєння і мав лише протикулеве бронювання, хоча і більш потужне, ніж на Mk.I і БТ-7. Однак PzKpfw III мав значно більший потенціал розвитку та модернізації, який надалі дозволив йому значно перевершити та S 35 як у вогневій потужності, так і в захищеності.
З 1938 року в СРСР почалася розробка нових зразків техніки, які в перспективі повинні були змінити в механізованих корпусах БТ-7. При цьому для них спеціально обмовлялося вимога протиснарядного бронювання. При цьому один з провідних конструкторів Гінзбург Семен Олександрович підкреслював необхідність запозичення досягнень французької школи танкобудування, одним з яких був SOMUA S 35. Першою спробою на цьому шляху став Т-111, але він виявився дуже дорогим та надмірно перевантаженим — його маса перевищила 28 тонн. Такі дослідні зразки — колісно-гусеничний танк А-20 та гусеничний Т-126 (СП), розроблені на заміну БТ-7 — по ряду своїх характеристик були вже дуже близькі до S  35, але в серію з різних причин так і не пішли.

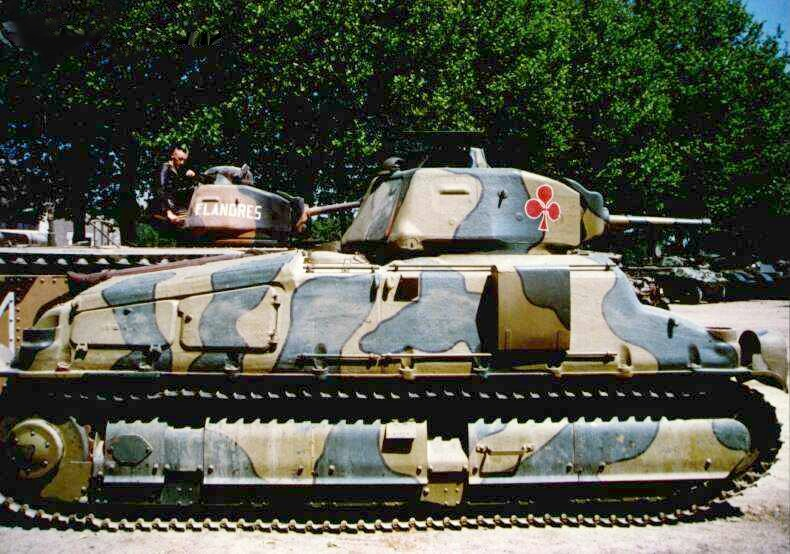
S 35 музею в Сомюре

Таким чином, незважаючи на свої недоліки, починаючи з моменту своєї появи і аж до початку серійного виробництва Т-34 у вересні 1940 р. S 35 був єдиним крейсерським/середнім танком у світі, які мали як протиснарядне бронювання, так і порівняно потужне озброєння.

## Збережені екземпляри
Станом на 2009 рік, в музеях збереглося щонайменше чотири примірники S 35, основну частину яких складають модифіковані вермахтом машини, з люком командирської башточки:
- Росія — Бронетанковий музей в Кубинці
- Велика Британія — Танковий музей в Бовингтоне
- США — музей Абердинського полігона, єдиний збережений S 35, що не модифікований вермахтом
- Франція — Танковий музей в Сомюрі, єдиний S 35, що знаходиться в ходовому стані

## S 35 в масовій культурі
У модельній індустрії S 35 представлений порівняно слабо. Масштабні моделі S 35 випускалися рядом виробників в різних масштабах, але єдиними такими що ще виробляються пластиковими моделями в найбільш поширених масштабах 1:35 і 1:72 є продукція французької фірми Heller SA. Крім цього, окремими фірмами випускаються моделі S 35 з епоксидної смоли в масштабі 1:35 і набори додаткового деталювання для моделей в цьому масштабі. У ряді видань модельної та військово-історичної спрямованості також публікувалися креслення для самостійної споруди моделі.
У комп'ютерно-ігрової індустрії S 35 представлений у ряді програмних продуктів, наприклад, військовій грі «Друга світова», що отримала високі оцінки критиків за реалістичність. Крім того, танк присутній в стратегіях реального часу «Бліцкриг» та «Бліцкриг II». Як і в реальності, в цих іграх танк вельми ефективний в бою проти всіх зразків німецької бронетехніки того періоду. Крім Французької кампанії 1940 року, в доповненнях до «Бліцкриг» танк S 35 присутній і в трофейному німецькому варіанті (в основному — в місіях, присвячених партизанській війні).
Також танк (у вигляді трофейної німецької моделі) та самохідка SAu40 (у вигляді оригінальної французької моделі) присутні в MMO-грі «World of Tanks».